# Loét (da liễu học)
Loét (Latinh:ulcus) là tổn thương da do mất thượng bì và phần trên lớp nhú của lớp bì. Nó có thể mở rộng vào lớp dưới da và luôn luôn xảy ra trong mô có thay đổi về bệnh học. (Điều này phân biệt loét với vết thương, ở vết thương tổn thương da trên nền mô bình thường.) Một vết xước (erosion) chỉ tổn thương lớp thượng bì, không vào đến lớp bì và khi lành không để lại sẹo trong khi loét luôn luôn tạo sẹo khi lành. Một vài đặc điểm giúp xác định nguyên nhân loét gồm vị trí, bờ, đáy, dịch tiết và các đặc điểm bề mặt có liên quan như nốt, mất da (excoriation), dãn tĩnh mạch, phân bố lông, có/mất mồ hôi và mạch. Loét không liên quan đến bệnh mạch máu cần được làm sinh thiết nêm (wedge biopsy) để khảo sát mô học và cấy mô tìm vi sinh vật.